# Amor eterno (los éxitos)
Amor Eterno (Los Éxitos) Es un álbum recopilatorio de dos formatos CD y/o DVD de la cantante española Rocío Dúrcal, lanzado al mercado el 24 de enero del 2006 bajo el sello discográfico NORTE (Estados Unidos) y NORTE Sony BMG (España), (Latinoamérica). Este álbum se convirtió en uno de los discos recopilatorio más vendidos por la cantante dentro de su carrera discográfica y uno de los más vendidos en ese año, especialmente después de su inesperada muerte el día 25 de marzo del 2006 víctima de un cáncer.
Este álbum se posicionó rápidamente en los primeros lugares en las tablas musicales de Billboard llegando al puesto #2 de los listados Top Latin Albums, Latin Pop y Latin Pop Albums en el 2006 y después en el 2012 nuevamente volvió al puesto #10 en Latin Pop Albums y #31 en Top Latin Albums, Así mismo recibió varios Disco de Oro y Disco de Platino dentro de eso Disco Platinum y Disco de Oro por la "Asociación de Industria Discográfica de Estados Unidos" (RIAA) por sus amplias ventas en Estados Unidos. El álbum recibió el Premio Billboard en la categoría "Mejor Álbum Latino De Grandes Éxitos" en el 2007.
El álbum cuenta con cuatro ediciones; En la primera edición (NORTE) sólo incluye el CD, la segunda edición (NORTE) incluye el CD + DVD con 5 videoclips, 3 vídeos en concierto y un detrás de cámaras, la tercera edición (NORTE Sony BMG) incluye CD + DVD con 4 videoclips, 7 vídeos en concierto y un detrás de cámaras, y la cuarta edición incluye sólo el DVD con 5 videoclips, 7 vídeos en concierto y un detrás de cámaras. Todos los vídeos en concierto se extrajeron del DVD del álbum en directo "En concierto... Inolvidable" grabado desde el "Auditorio Nacional" de la Ciudad de México el día 19 de septiembre del 2002.

## Lista de temas

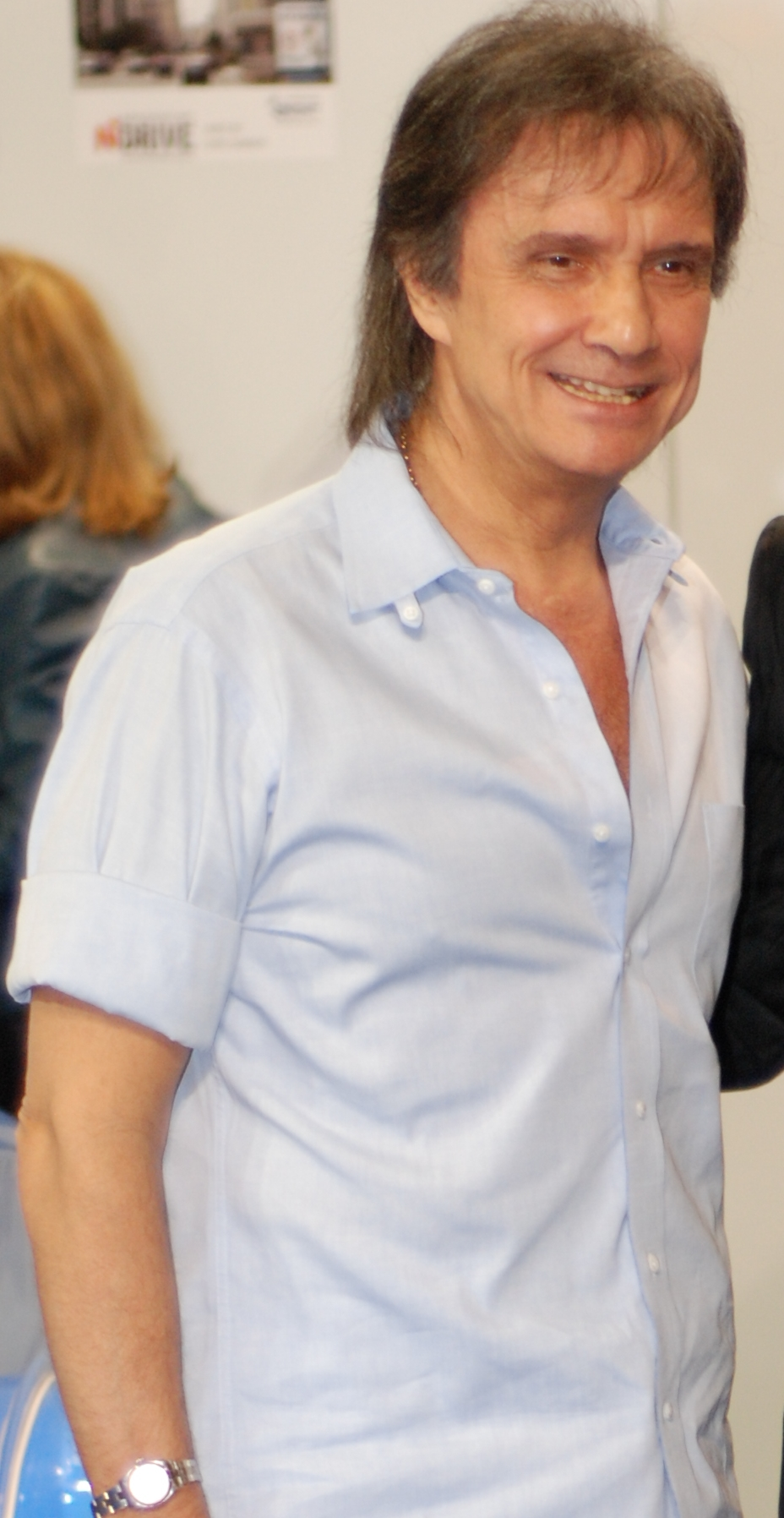
En el álbum se incluyó el éxito musical "Si Piensas... Si Quieres..." grabado a dúo por Roberto Carlos y Rocío Dúrcal en 1991 para el álbum del brasileño "Súper héroe"

### CD
|     | Título                                                 | Autor(es)                        | Duración |
| --- | ------------------------------------------------------ | -------------------------------- | -------- |
| 1.  | Amor Eterno                                            | Juan Gabriel                     | 6:50     |
| 2.  | Para Toda La Vida                                      | Roberto Livi                     | 3:32     |
| 3.  | Si Nos Dejan                                           | José Alfredo Jiménez             | 3:14     |
| 4.  | Me Nace Del Corazón                                    | Juan Gabriel                     | 2:45     |
| 5.  | Como Tu Mujer                                          | Marco Antonio Solís              | 4:21     |
| 6.  | Quédate Conmigo Esta Noche                             | Juan Gabriel                     | 3:50     |
| 7.  | La Gata Bajo La Lluvia                                 | Rafael Pérez Botija              | 3:35     |
| 8.  | Me gustas mucho                                        | Juan Gabriel                     | 3:13     |
| 9.  | Si Piensas... Si Quieres... (A Dúo Con Roberto Carlos) | Roberto Livi / Alejandro Vezzani | 3:51     |
| 10. | No Me Vuelvo A Enamorar                                | Juan Gabriel                     | 3:28     |
| 11. | Te Sigo Amando                                         | Juan Gabriel                     | 2:45     |
| 12. | Jamás Te Dejaré                                        | Rafael Pérez Botija              | 3:17     |
| 13. | Infiel                                                 | Víctor Yunés Castillo            | 3:29     |
| 14. | No Lastimes Más                                        | Juan Gabriel                     | 3:35     |
| 15. | Vestida De Blanco                                      | Roberto Livi                     | 3:21     |
| 16. | Cómo Han Pasado Los Años                               | Rafael Ferro / Roberto Livi      | 3:33     |

### DVD Edición NORTE (Incluido Junto Con El CD)
|    | Título                                       | Autor(es)                              |
| -- | -------------------------------------------- | -------------------------------------- |
| 1. | Caricias (Videoclip)                         | Sylvia Riera Ibáñez                    |
| 2. | Sombras... Nada Más (Videoclip)              | Francisco Lomuto / José María Contursi |
| 3. | Caramelito (Videoclip)                       | Kike Santander                         |
| 4. | Porque Te Quiero (Videoclip)                 | Billy Davis                            |
| 5. | Desaires (Videoclip)                         | José Manuel Figueroa                   |
| 6. | Amor Eterno (Video Concierto)                | Juan Gabriel                           |
| 7. | Quédate Conmigo Esta Noche (Video Concierto) | Juan Gabriel                           |
| 8. | La Gata Bajo La Lluvia (Video Concierto)     | Rafael Pérez Botija                    |
| 9. | Porque Te Quiero (Detrás De Cámara)          | Billy Davis                            |

### DVD Edición NORTE, Sony BMG (Incluido Junto Con El CD)
|     | Título                                       | Autor(es)                              |
| --- | -------------------------------------------- | -------------------------------------- |
| 1.  | Caricias (Videoclip)                         | Sylvia Riera Ibáñez                    |
| 2.  | Sombras... Nada Más (Videoclip)              | Francisco Lomuto / José María Contursi |
| 3.  | Caramelito (Videoclip)                       | Kike Santander                         |
| 4.  | Porque Te Quiero (Videoclip)                 | Billy Davis                            |
| 5.  | Amor Eterno (Video Concierto)                | Juan Gabriel                           |
| 6.  | Quédate Conmigo Esta Noche (Video Concierto) | Juan Gabriel                           |
| 7.  | La Gata Bajo La Lluvia (Video Concierto)     | Rafael Pérez Botija                    |
| 8.  | La Guirnalda (Video Concierto)               | Juan Gabriel                           |
| 9.  | Como Tu Mujer (Video Concierto)              | Marco Antonio Solís                    |
| 10. | Te Sigo Amando (Video Concierto)             | Juan Gabriel                           |
| 11. | Cómo Han Pasado Los Años (Video Concierto)   | Rafael Ferro / Roberto Livi            |
| 12. | Porque Te Quiero (Detrás De Cámara)          | Billy Davis                            |

### DVD NORTE (Sólo Edición DVD)
|     | Título                                       | Autor(es)                              |
| --- | -------------------------------------------- | -------------------------------------- |
| 1.  | Caricias (Videoclip)                         | Sylvia Riera Ibáñez                    |
| 2.  | Sombras... Nada Más (Videoclip)              | Francisco Lomuto / José María Contursi |
| 3.  | Caramelito (Videoclip)                       | Kike Santander                         |
| 4.  | Porque Te Quiero (Videoclip)                 | Billy Davis                            |
| 5.  | Desaires (Videoclip)                         | José Manuel Figueroa                   |
| 6.  | Amor Eterno (Video Concierto)                | Juan Gabriel                           |
| 7.  | Quédate Conmigo Esta Noche (Video Concierto) | Juan Gabriel                           |
| 8.  | La Gata Bajo La Lluvia (Video Concierto)     | Rafael Pérez Botija                    |
| 9.  | La Guirnalda (Video Concierto)               | Juan Gabriel                           |
| 10. | Como Tu Mujer (Video Concierto)              | Marco Antonio Solís                    |
| 11. | Te Sigo Amando (Video Concierto)             | Juan Gabriel                           |
| 12. | Cómo Han Pasado Los Años (Video Concierto)   | Rafael Ferro / Roberto Livi            |
| 13. | Porque Te Quiero (Detrás De Cámara)          | Billy Davis                            |

## Premios
- Premios Billboard De La Música Latina

| Año  | Álbum                      | Categoría                              | Resultado |
| ---- | -------------------------- | -------------------------------------- | --------- |
| 2007 | "Amor Eterno (los éxitos)" | "Mejor Álbum Latino De Grandes Éxitos" | Ganador   |

## Listas Musicales
| Año  | País           | Lista                                 | Mejor Posición          |
| ---- | -------------- | ------------------------------------- | ----------------------- |
| 2006 | Estados Unidos | Billboard Latin Pop Albums            | 2 (23 Weeks On Chart)   |
| 2006 | Estados Unidos | Billboard Top Latin Albums            | 2 (17 Weeks On Chart)   |
| 2006 | Estados Unidos | Billboard Heatseekers Albums          | 2 (8 Weeks On Chart)    |
| 2006 | Estados Unidos | Billboard Billboard 200               | 61 (10 Weeks On Chart)  |
| 2006 | Estados Unidos | Billboard Latin Pop                   | 2                       |
| 2006 | Estados Unidos | Billboard Latin Albums (Year End)     | 14                      |
| 2006 | Estados Unidos | Billboard Latin Pop Albums (Year End) | 9                       |
| 2006 | España         | PROMUSICAE Albums Chart               | 2 (39 Semanas En Lista) |
| 2006 | México         | AMPROFON Albums Chart                 | 5 (18 Semanas En Lista) |
| 2012 | Estados Unidos | Billboard Latin Pop Albums            | 10 (20 Weeks On Chart)  |
| 2012 | Estados Unidos | Billboard Top Latin Albums            | 31 (17 Weeks On Chart)  |

## Certificaciones
- Certificaciones

| País                  | Certificación    | Ventas Certificadas |
| --------------------- | ---------------- | ------------------- |
| Estados Unidos (RIAA) | Platinum (Latin) | 100.000             |
| Estados Unidos (RIAA) | Gold (Latin)     | 50.000              |
| México (AMPROFON)     | 2x multiplatino  | 120.000             |
| México (AMPROFON)     | Disco de Oro     | 30.000              |
| España (PROMUSICAE)   | Disco de Oro     | 20.000              |